# Уискасит
Уискасит (на английски: Wiscasset) е град в САЩ, щата Мейн. Административен център е на окръг Линкълн. Населението на града е 3684 души (по приблизителна оценка от 2017 г.). Уискасит е туристическа дестинация, известна с ранната си архитектура.